# Logis de la Chabotterie
Le logis de la Chabotterie est un château inscrit aux monuments historiques en 1958. Il se trouve sur la commune déléguée de Saint-Sulpice-le-Verdon, à Montréverd (Vendée).

## Histoire

### François-Athanase Charette de La Contrie
Le 23 mars 1796, François-Athanase Charette de La Contrie, dit Charette, est capturé par le général Travot dans le bois de la Chabotterie. Une croix marque le lieu de cet événement de la guerre de Vendée.

### La Simphonie du Marais
De 2004 à 2020, la Chabotterie accueillait La Simphonie du Marais, ensemble musical fondé par Hugo Reyne.

## Galerie

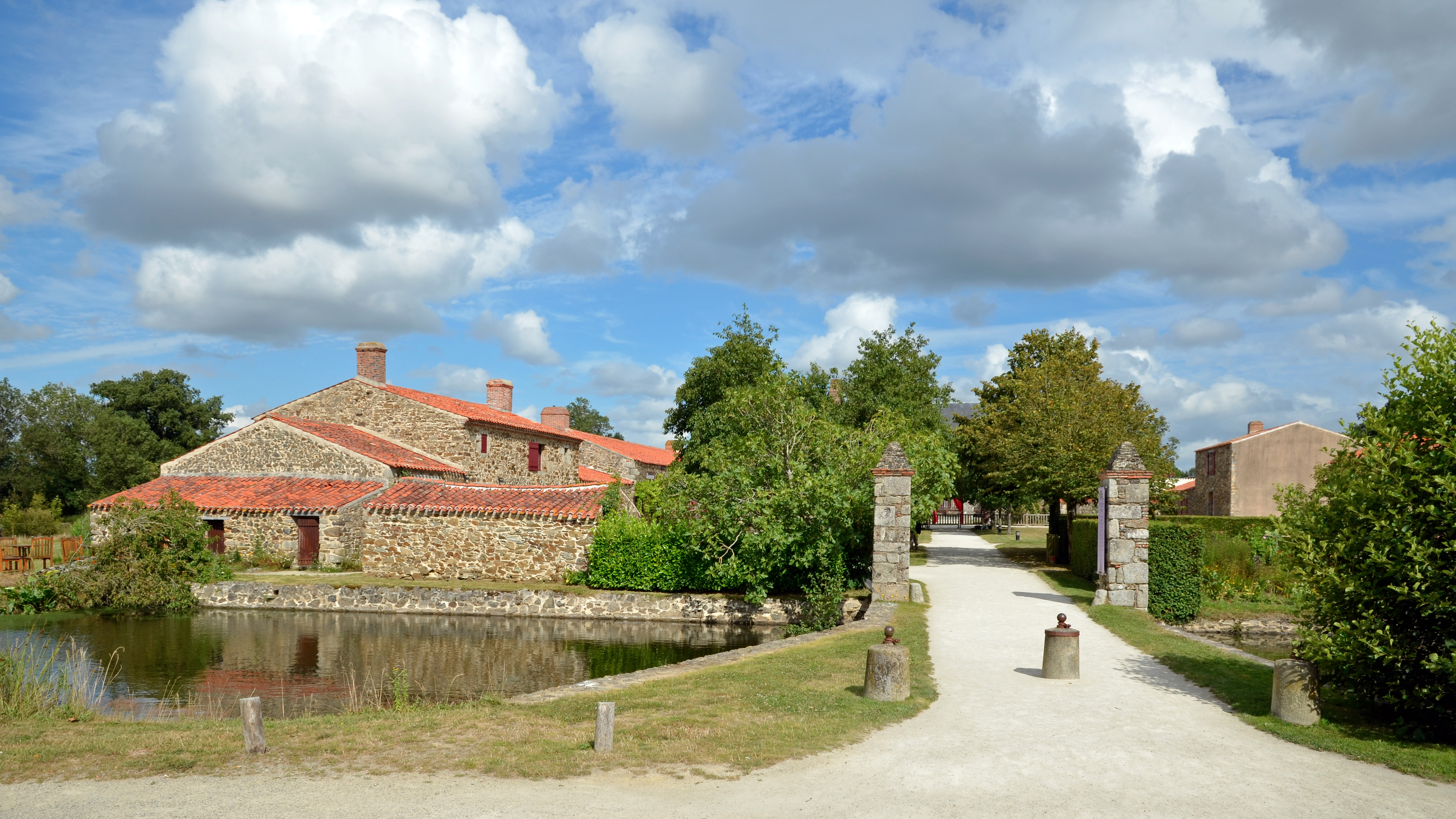
Entrée du domaine
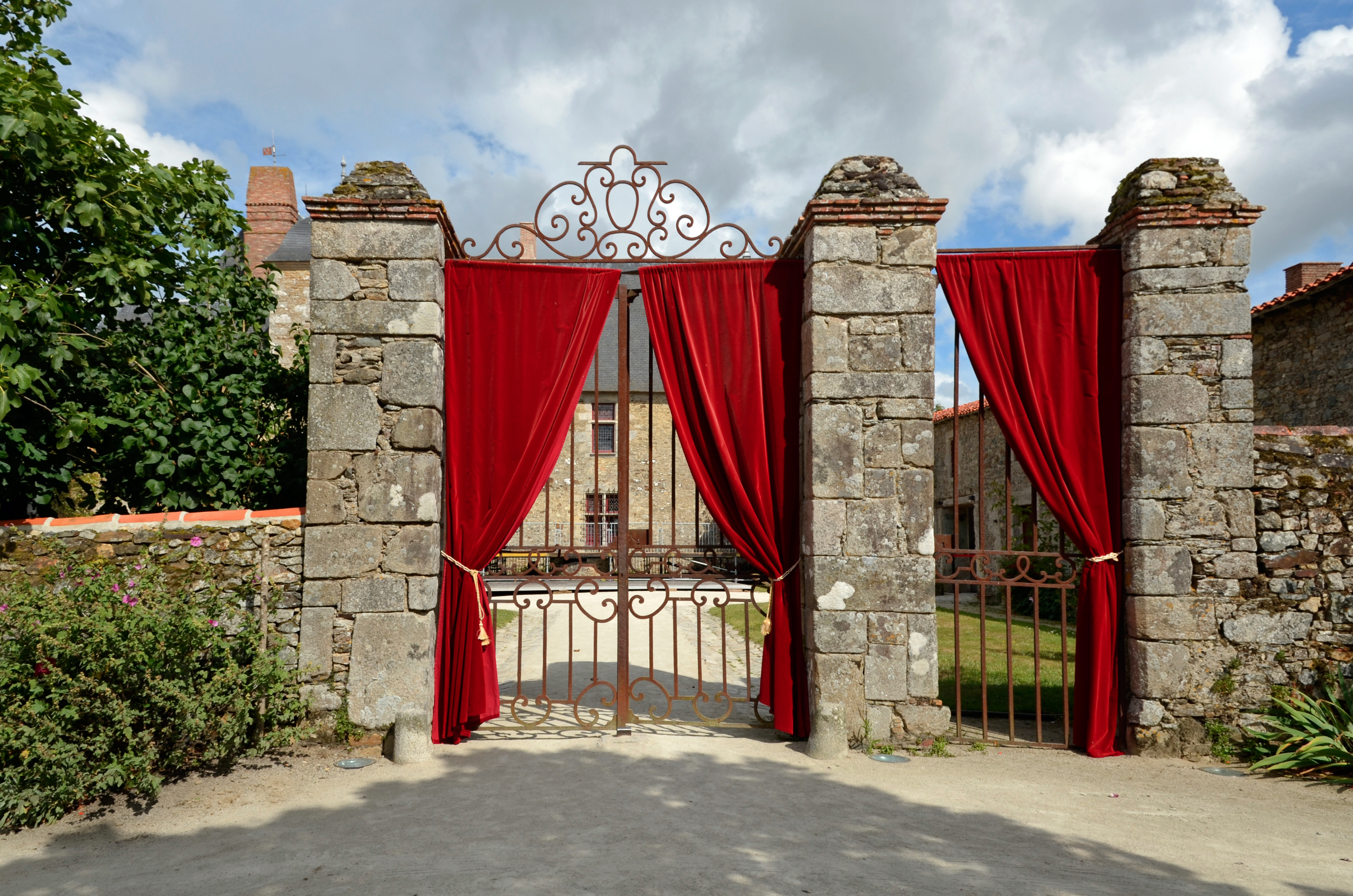
Poterne d'entrée
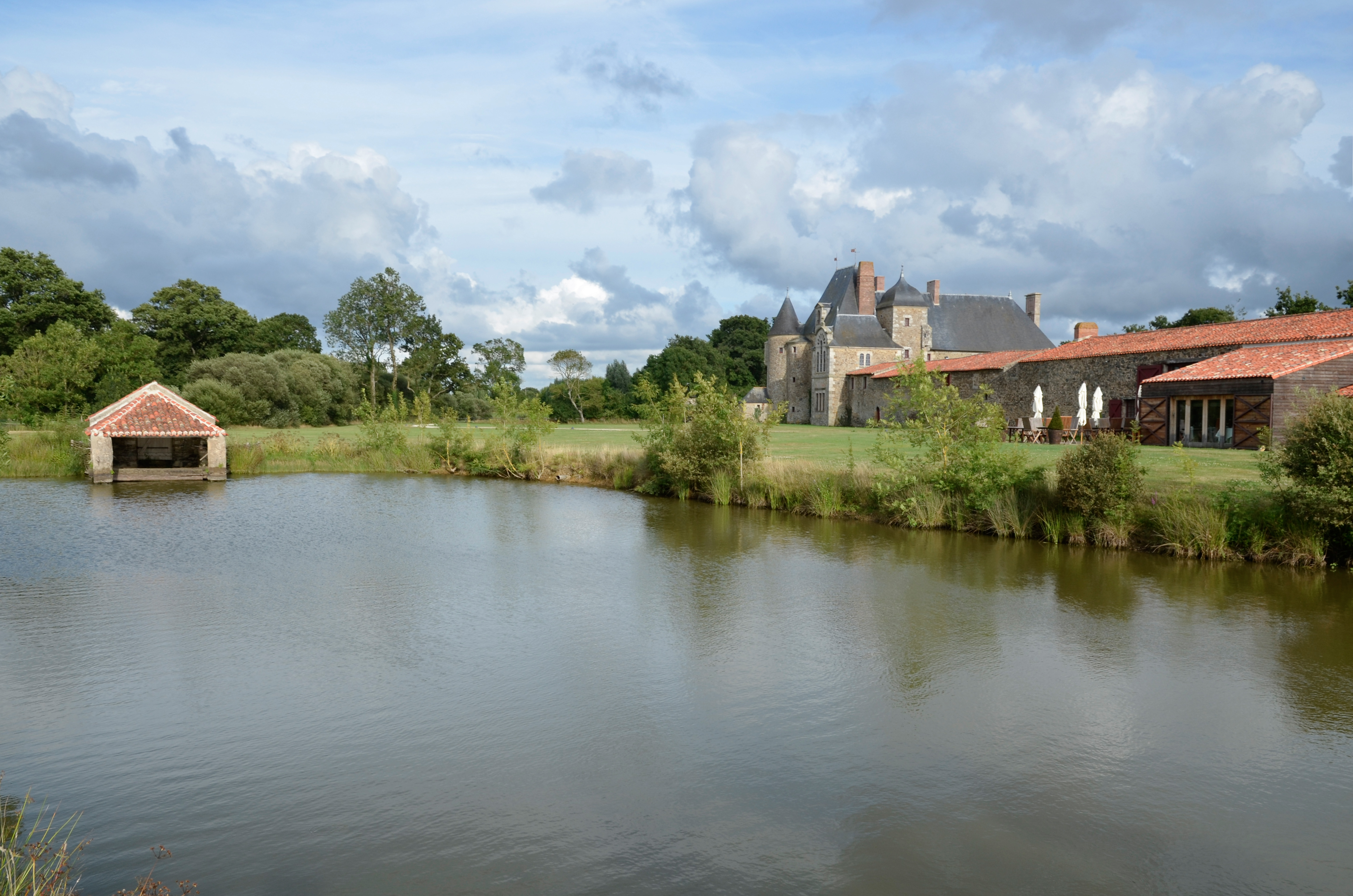
Le château vu depuis l'étang
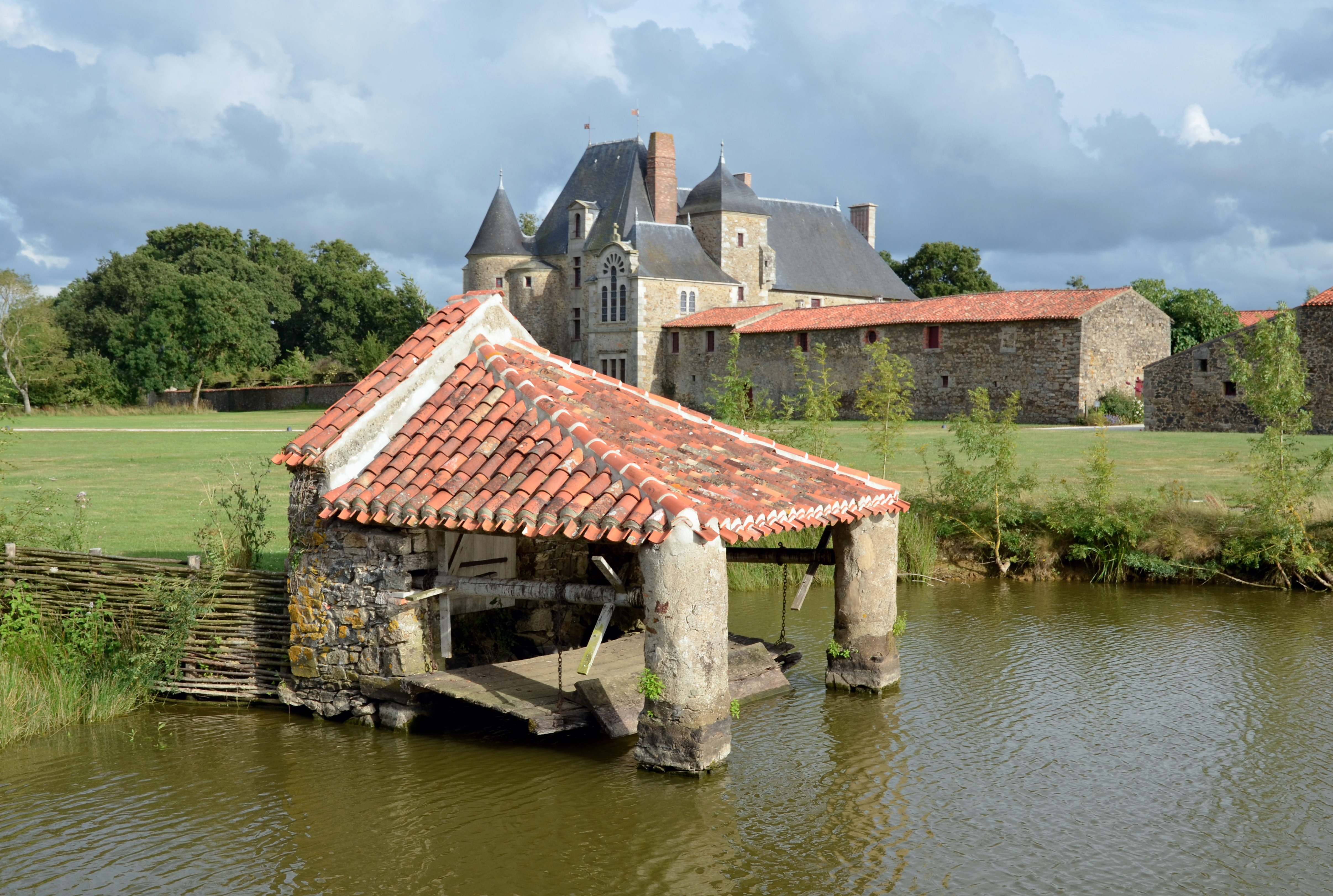
Le château vu depuis l'étang
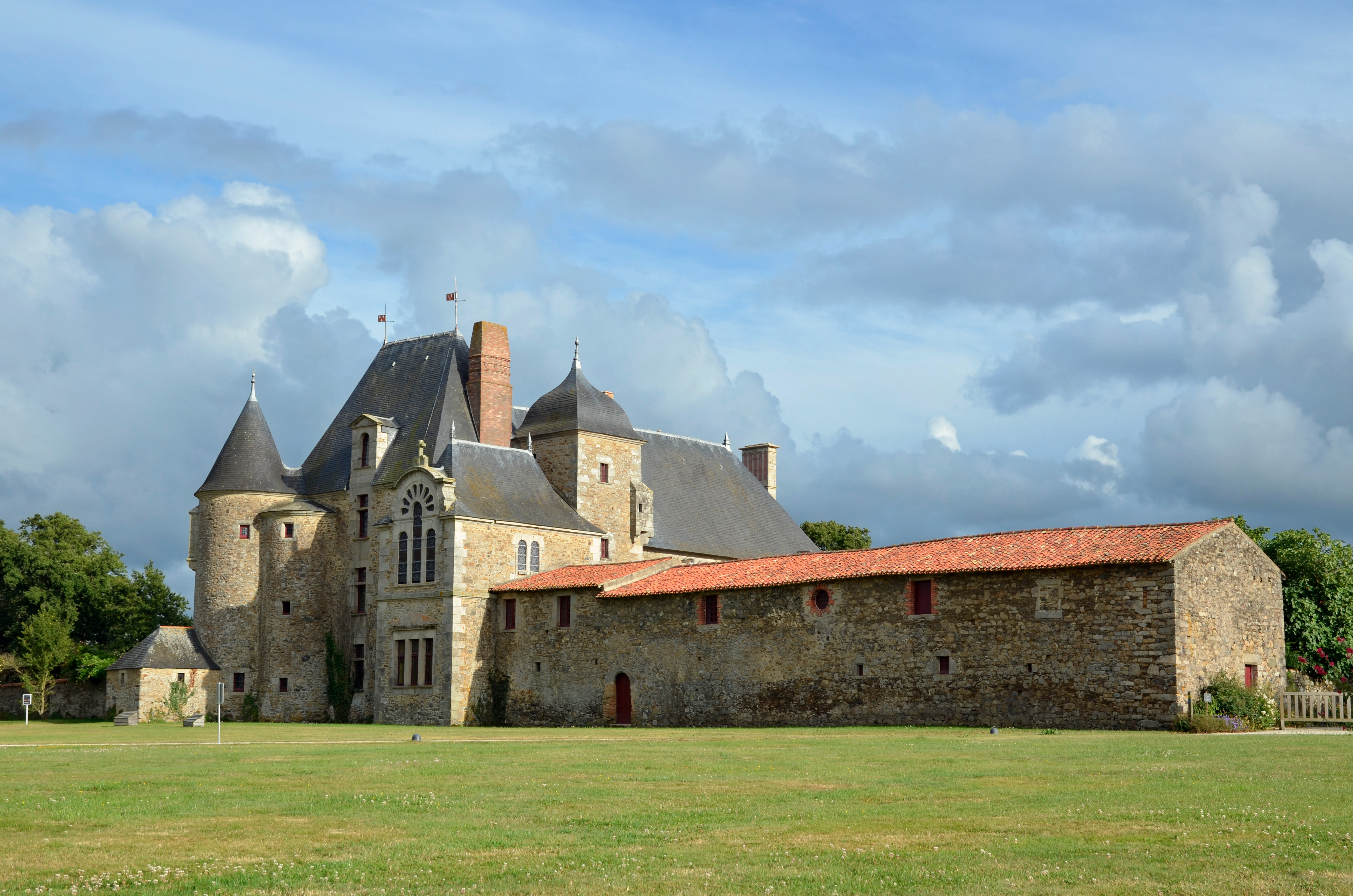
Le château vu depuis le parc
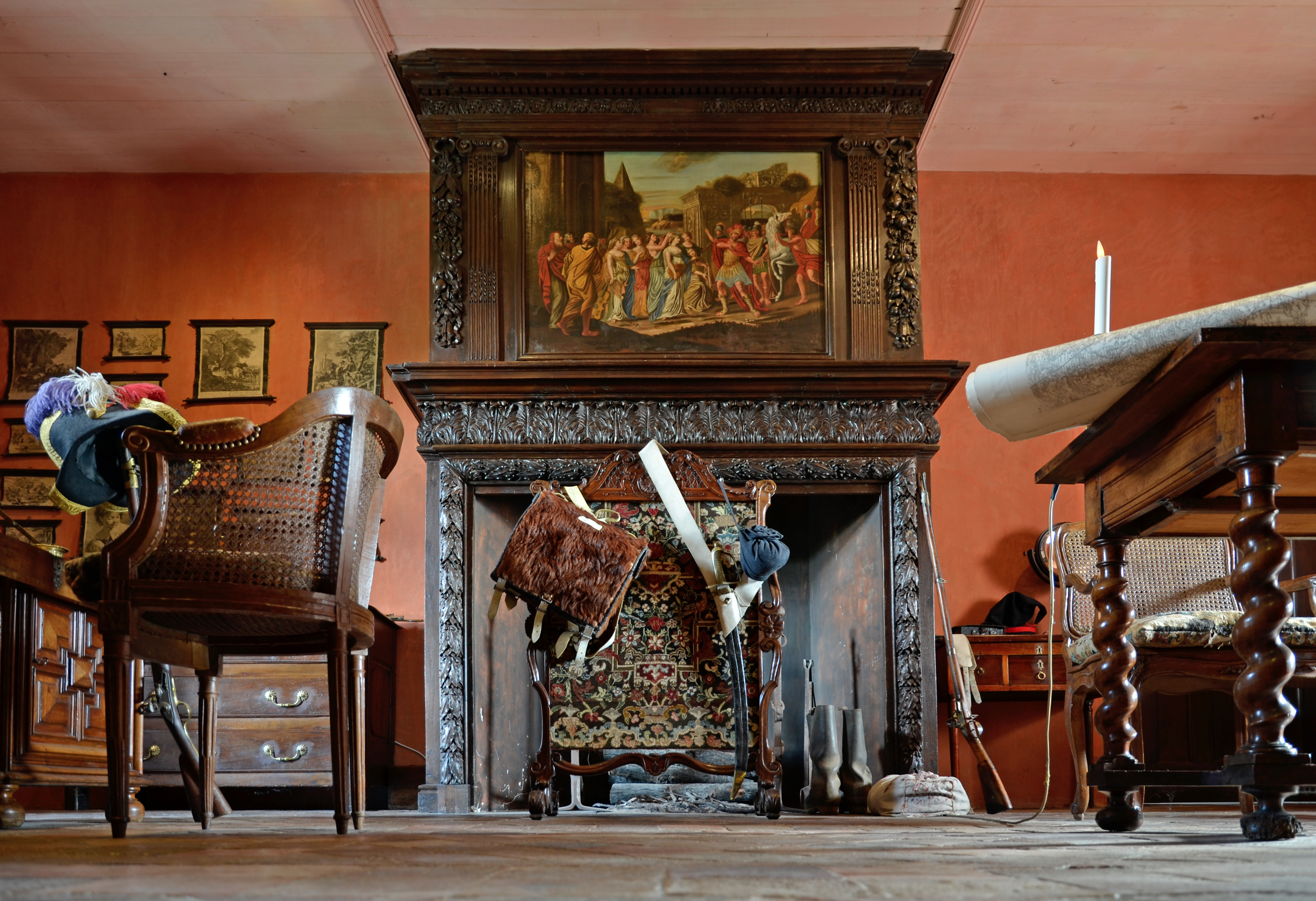
Salle historique
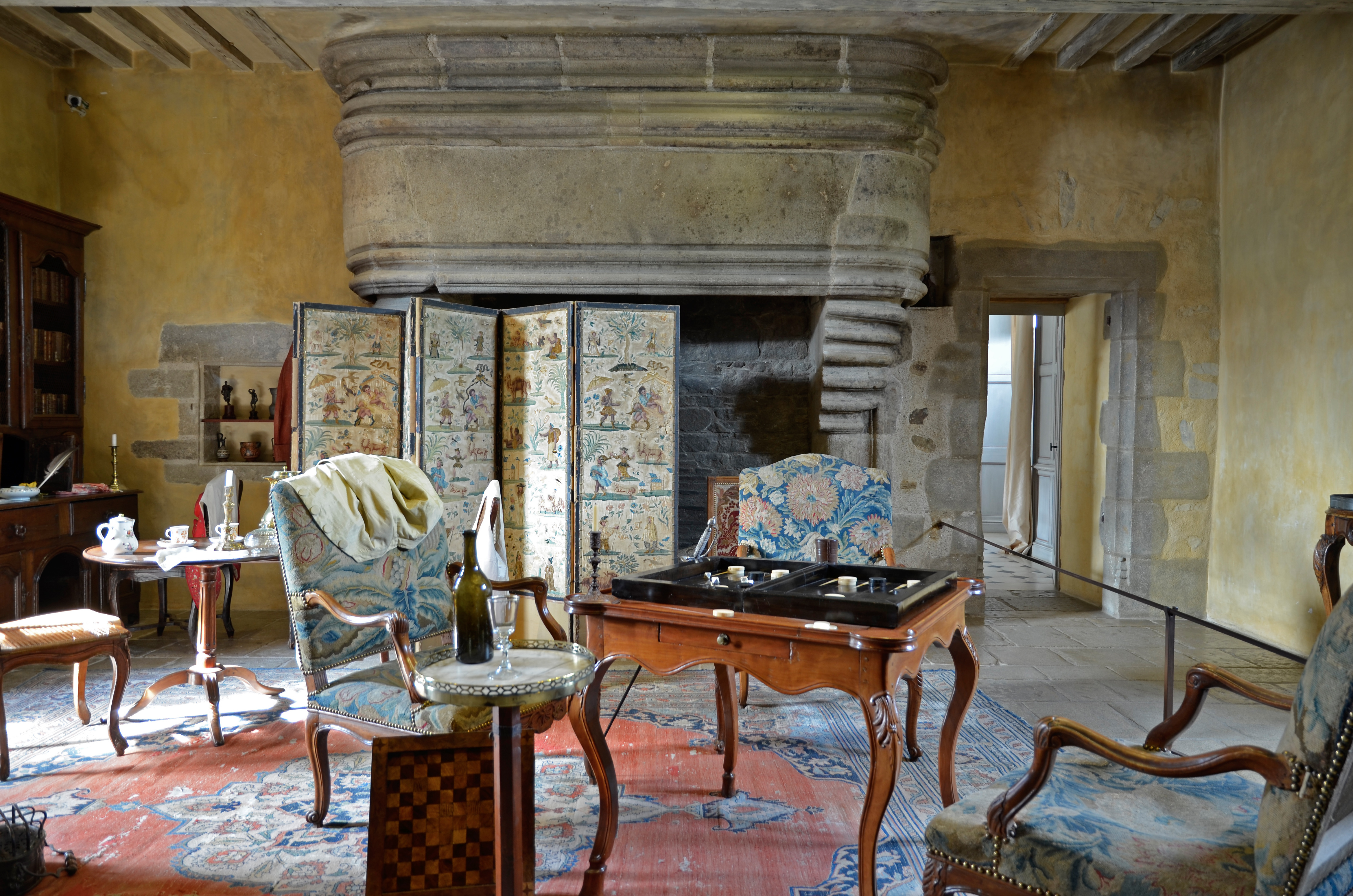
Salle historique